# Brandon Nazione
Brandon Nazione (Howell, Míchigan, 31 de marzo de 1994) es un jugador de baloncesto estadounidense, que pertenece a la plantilla de los Mineros de Zacatecas de la Liga Nacional de Baloncesto Profesional de México. Con 2,03 metros de altura, juega en la posición de pívot.

## Trayectoria
Nazione jugó en la NJCAA con los Des Moines Area Bears entre 2012 y 2014, y luego en la NCAA con los Eastern Michigan Eagles desde 2014 hasta 2016.
Concluida su experiencia universitaria, comenzó a desempeñarse como profesional en diversas partes del mundo. Su primer destino fue el Bayer Giants Leverkusen en la ProB de Alemania, pasando en la temporada siguiente a otro equipo de segunda división pero esta vez de Argentina: Gimnasia y Esgrima La Plata.
En 2018 desembarcó en el club Olimpia de la Liga Uruguaya de Básquetbol. Allí realizó una gran campaña, destacándose como una de las piezas claves de su equipo.
Culminado el campeonato uruguayo, migró hacia Portugal, donde fichó con el Sporting Lisboa. Sin embargo sólo pudo jugar 3 partidos antes de ser cortado del equipo y convertirse en agente libre.
Nazione estuvo más de un año inactivo, hasta que el 20 de enero de 2021 se confirmó su fichaje por el KR Reykjavík de la Domino's deildin de Islandia.
Tras esa experiencia, retornó al Olimpia para jugar su segunda temporada como extranjero en la LUB.
En agosto de 2022 fue contratado por el Stella Azzurra Roma para disputar una temporada de la Serie A2, pero en el mes noviembre se anunció su desvinculación con el club. En su paso por el club italiano, Nazione sólo alcanzó a jugar 6 partidos oficiales. 
Nazione se unió a Gimnasia y Esgrima de Comodoro Rivadavia de la Liga Nacional de Básquet de Argentina en agosto de 2023, llegando procedente del equipo uruguayo Nacional. Sin embargo a mitad de temporada dejó al equipo argentino para retornar a Uruguay, contratado como refuerzo del Goes.
En mayo de 2024 fue anunciado como fichaje de los Mineros de Zacatecas de la Liga Nacional de Baloncesto Profesional de México.